# Sagmé (Makary)
Pour les articles homonymes, voir Sagmé.
Sagmé  est une localité du Cameroun située dans la commune de Makary, le département du Logone-et-Chari et la Région de l'Extrême-Nord, au sud du lac Tchad, à proximité de la frontière avec le Nigeria.  

## Population
Lors du recensement de 2005, on y a dénombré 7 822 personnes.